# Wiera Muchina
Wiera Ignatjewna Muchina (ros. Вера Игнатьевна Мухина, ur. 1 lipca 1889 w Rydze, zm. 6 października 1953 w Moskwie) – rzeźbiarka rosyjska, znana z socrealistycznego pomnika Robotnik i kołchoźnica z lat 1935–1937.
W latach 1909–1911 pobierała nauki u różnych artystów w Moskwie. W 1912 wyjechała do Paryża, gdzie przez dwa lata studiowała m.in. u Antoinego Bourdelle'a. W latach 1926–1927 była wykładowczynią w Wyższej Szkole Artystyczno-Przemysłowej w Moskwie. Początkowo reprezentowała kubizm (np. pomnik Jakowa Swierdłowa Płomień rewolucji z lat 1922-1923), aby później zwrócić się ku neoklasycyzmowi w stylu Aristide'a Maillola (np. Chłopka z 1927). Od lat 30. tworzyła rzeźby portretowe (np. Portret Siergieja Zamkowa z 1935) w stylu klasycyzującego realizmu, a także inne prace w estetyce realizmu socjalistycznego. Była pięciokrotną laureatką Nagrody Stalinowskiej (1941, 1943, 1946, 1951 i 1952).